# Juan Carlos Osorio
Juan Carlos Osorio Arbeláez (Santa Rosa de Cabal, 6 de agosto de 1961) é um treinador e ex-futebolista colombiano que atuava como meio-campista. Atualmente está no Tijuana.
Ganhou da mídia a alcunha de "El Recreacionista" por conta de seus métodos não ortodoxos de treinamento e de armação de suas equipes. É licenciado como treinador de futebol nos Países Baixos e pós-graduado em ciência do futebol pela Universidade de Liverpool, além de ter recebido o maior grau de congratulação da UEFA, através da FA. Após trabalhar algum tempo no Brasil preferiu aceitar o convite para ser  treinador da Seleção Mexicana.

## Carreira como jogador
Nascido em Santa Rosa de Cabal, Risaralda, de onde é um de seus pais, mudando-se para Anserma Caldas, onde passou sua infância. Era um meio-campista que jogou na seleção da Colômbia sub-20 de José Guevara Salazar no início dos anos 80; depois estreou como profissional no Deportivo Pereira na primeira divisão, na década de 1980. Jogou como profissional por cinco anos. Uma lesão levou a sua aposentadoria precoce.

## Carreira como treinador
Foi para os Estados Unidos, onde se formou em Ciências do Exercício Físico e Rendimento Humano em 1990. Começou sua carreira como treinador de futebol, iniciando-se como assistente, no Staten Island Vipers. Durante cinco anos, foi auxiliar técnico no Manchester City, indicado pelo ex-treinador inglês Kevin Keegan. Além de receber o maior grau de congratulação da UEFA, através da FA e de ser licenciado em treinador de futebol, nos Países Baixos e pós-graduado em ciência do futebol pela Universidade de Liverpool.

### Millonarios
Depois de passar mais de cinco anos de trabalho no Manchester City, ele voltou para a Colômbia para treinar o Millonarios. No segundo torneio daquele ano, ele colocou o clube da capital em quinto lugar, conseguindo se classificar para a Copa Sul-Americana de 2007. No primeiro torneio de 2007, Millonarios classificou-se em quarto lugar.

### Chicago Fire
Em julho de 2007, ele anunciou sua saída da equipe de Bogotá para liderar o Chicago Fire dos Estados Unidos. Osorio levou sua nova equipe para os playoffs da MLS, onde o time de Chicago derrotou o líder DC United antes de cair para o New England Revolution nas semifinais da Conferência Leste.

### New York Red Bulls
Suas realizações com o Chicago Fire chamou a atenção do New York Red Bulls que negociou seu contrato com Chicago. Depois de chegar a um acordo com Chicago, Osório foi nomeado novo treinador da equipe do New York. Ele ganhou o campeonato da Conferência Oeste e jogou na final da MLS. Em agosto de 2009 ele se demitiu depois de uma temporada difícil.

### Once Caldas
Em 2010, tornou-se treinador do Once Caldas. Com essa, ele conseguiu seu primeiro título como técnico no futebol colombiano no segundo semestre de 2010.
Na Copa Libertadores de 2011, o professor Osorio conseguiu a classificação para a segunda fase junto com o Libertad do Paraguai, deixando para trás rivais como San Martín do Peru e San Luis do México. Na segunda fase conseguiu que Once Caldas vencesse o Cruzeiro na Arena do Jacaré e avançasse para as quartas de final da competição. Finalmente, Once Caldas seria derrotado pelo Santos do Brasil em uma série muito equilibrada que encerraria uma excelente campanha para Osorio e a equipe de Manizales.
No segundo semestre de 2011, Juan Carlos Osorio levou Once Caldas para uma nova final do campeonato colombiano, desta vez enfrentou o Júnior de Barranquilla mas foi derrotado nos pênaltis alcançando assim o vice-campeão desta liga.

### Puebla
Em seguida, ele foi contratado pelo Puebla do México e muito em breve terminou a sua ligação no México por causa do mau desempenho.
Osorio chegou a Puebla para o torneio Clausura de 2012 substituindo Sergio Bueno. O técnico colombiano teve uma rápida passagem pelo futebol mexicano, onde só comandou a equipe em 11 jogos, com duas vitórias, dois empates e sete derrotas (cinco delas, consecutivamente). Em 20 de março de 2012, Osório demitiu-se.

### Atlético Nacional
Em 3 de maio de 2012 foi confirmado como treinador do Atlético Nacional. Com este clube foi campeão da Superliga da Colômbia sobre Júnior de Barranquilla. Em 7 de Novembro de 2012, conseguiu com que o Atlético Nacional conquistasse pela primeira vez em sua história a Copa da Colômbia, ganhando o direito de disputar a Copa Sul-Americana em 2013. No semestre seguinte, levou o Atlético Nacional para uma nova final do Campeonato Colombiano, onde mais uma vez conseguiu ganhar esse título contra o Santa Fé de Bogotá por 2 a 0. Desta forma, conseguiu vencer três títulos em apenas um ano. 
Durante a Copa Sul-Americana de 2013, Osorio chegou às quartas-de-final com Atletico Nacional, onde foi derrotado pelo São Paulo FC. Mas dias depois, novamente ele conquistou a Copa da Colômbia, conquistando mais um título com a equipe de Medellín e obtendo não apenas sozinho o recorde de único treinador a conquistar esse título duas vezes, mas obtê-lo de forma consecutiva.
Para finalizar o ano, Osorio venceu o título do segundo turno da primeira divisão, onde derrotou Deportivo Cali por 2 a 0. Foi o segundo treinador a levar o Atlético Nacional a conquistar dois títulos da liga consecutivos.
Dessa forma Osorio ganhou três títulos com o Atlético Nacional em apenas um ano. Um recorde histórico. Também durante o ano de 2013, ele recebeu ofertas de clubes do exterior (do México, Brasil e Argentina), bem como algumas seleções nacionais, como o Canadá, Panamá, México e Paraguai.
Durante a Copa Libertadores de 2014, o Atlético Nacional caiu no "grupo da morte", com Newell's Old Boys, Nacional do Uruguai e Grêmio. O "Verde" começou bem no grupo com uma vitória sobre o Newell's (1-0), mas foi piorando depois de um empate em casa com o Nacional e duas derrotas para o Grêmio. Na última rodada, quando tudo parecia perdido, Osorio colocou em campo uma equipe com 3 atacantes e de forma inesperada bateu o Newell's (1-3) na Argentina. Assim o Atletico Nacional eliminou o Newell's e foi a única equipe colombiana que avançou para a fase eliminatória da Copa Libertadores. Nas oitavas-de-final enfrentou o Atlético Mineiro e avançou com o placar agregado (2-1). Foi eliminado na fase seguinte pelo Defensor Sporting.
Em junho de 2014, Osorio conquistou o título nacional novamente, derrotando o Júnior de Barranquilla nos pênaltis, depois de empatar em 2-2 no agregado; obtendo-se assim seis títulos com Atletico Nacional.
Na Copa Sul-Americana de 2014, Osorio conseguiu chegar à final ao lado de River Plate da Argentina que o derrotou (2-0) no Monumental depois de ter empatado (1-1) em Medellin e alcançando assim o vice-campeonato.

### São Paulo
Em 26 de maio de 2015, Osorio foi confirmado como novo treinador do São Paulo, com contrato de dois anos. Ele foi apresentado na tarde de 1 de junho e fez sua estreia no dia 6, com vitória por 2 a 0 sobre o Grêmio no Morumbi, em partida válida pelo Campeonato Brasileiro.
Em 6 de outubro de 2015, deixou o comando técnico da equipe, revelando sua intenção de assumir o cargo de treinador da Seleção Mexicana.
Durante o tempo que ficou no clube foram 28 jogos com 12 vitórias, sete empates e nove derrotas, um aproveitamento de 51,1%.

### Seleção Mexicana
Em 10 de outubro de 2015 foi anunciado como novo técnico da Seleção Mexicana. Após a Copa do Mundo FIFA de 2018, não teve seu contrato renovado com a Seleção Mexicana.

### Seleção Paraguaia
No dia 3 de setembro de 2018, assumiu a Seleção Paraguaia para o próximo ciclo, até a Copa do Mundo FIFA de 2022. Após cinco meses e com um jogo disputado, pede demissão alegando "motivos familiares".

### Retorno ao Atlético Nacional
Em 10 de junho de 2019, após quatro anos de sua saída, foi anunciado seu retorno ao Atlético Nacional, substituindo o treinador brasileiro Paulo Autuori. No dia 1 de novembro de 2020, o Atlético Nacional anuncia a demissão do treinador, após uma sequências de resultados ruins.

### América de Cali
No dia 16 de junho de 2021, Osorio foi anunciado como o novo treinador do América de Cali. Em 31 de março de 2022, o treinador pediu demissão após sequência de resultados ruins.

### Zamalek
Em 13 de abril de 2023, foi anunciado pelo presidente do Zamalek, do Egito, como novo técnico do time. Em 7 de novembro de 2023, após duas derrotas seguidas o treinador foi demitido.

### Athletico Paranaense
No dia 3 de janeiro de 2024, foi anunciado como novo técnico do Athletico Paranaense.
No dia 3 de março de 2024, após sofrer a sua primeira derrota, Osorio foi demitido do Athletico.

## Estilo de Jogo e Filosofias Táticas
Osório ganhou da mídia a alcunha de "El Recreacionista" por conta de seus métodos não ortodoxos de treinamento e de armação de suas equipes. Além disso, sempre que sua equipe está em campo, é comum vê-lo, à beira do gramado, com uma folha para anotações e duas canetas guardadas entre suas meias e seus tornozelos. Uma é azul, para os acertos, e a outra, vermelho, para tudo aquilo que lhe preocupa.
Sempre com um estilo bem ofensivo, Osório costuma realizar muitas variações de esquema (por vezes até num mesmo jogo), mas sempre mantendo o mesmo padrão de jogo.
Outra medida não ortodoxa adotada por ele é a "Rotação de elenco". Dificilmente ele repete uma escalação de um jogo para outro. Conforme relatado pelo próprio em seu livro "O Caderno de Osorio, meu modelo de gerenciamento", de 2015: “Busco dar participação a todos os integrantes do plantel. No futebol, e em qualquer atividade da vida, o ser humano para sentir-se parte de algo tem que participar, neste caso jogar, para dar sua contribuição”. Isto, porém, acaba gerando atrito nos atletas e desagradando boa parte da torcida.
Por fim, outro aspecto que chama atenção em suas equipes é a formação defensiva em escanteios e faltas laterais, próximas a área. Diferente do padrão utilizado por quase todas as equipes, que consiste em se organizar com 10 ou 9 jogadores posicionados dentro da grande área, Osório tem se defendido sua meta neste momento do jogo com apenas 7 jogadores, sendo 4 dentro da área. Com isso, Osório consegue esvaziar e ter vantagem numérica dentro da sua área ao mesmo tempo.

## Estatísticas

### Como treinador
Atualizado até 3 de março de 2024.
| Clube                | Jogos | Vitórias | Empates | Derrotas | Aproveitamento |
| -------------------- | ----- | -------- | ------- | -------- | -------------- |
| Millonarios          | 42    | 19       | 9       | 14       | 52.38%         |
| Chicago Fire         | 18    | 7        | 7       | 4        | 51.85%         |
| New York Red Bulls   | 52    | 14       | 15      | 30       | 36.54%         |
| Once Caldas          | 100   | 48       | 24      | 28       | 56%            |
| Puebla               | 11    | 2        | 2       | 7        | 24.24%         |
| Atlético Nacional    | 287   | 148      | 76      | 63       | 60.39%         |
| São Paulo            | 29    | 13       | 7       | 9        | 52.87%         |
| México               | 52    | 33       | 9       | 10       | 69.23%         |
| Paraguai             | 1     | 0        | 1       | 0        | 33.33%         |
| América de Cali      | 49    | 15       | 11      | 23       | 38.1%          |
| Zamalek              | 29    | 16       | 8       | 5        | 64.37%         |
| Athletico Paranaense | 12    | 7        | 4       | 1        | 69.44%         |

## Títulos

### Como treinador
Atlético Nacional
- Campeonato Colombiano: Apertura 2013, Finalización 2013 e Apertura 2014
- Copa Colômbia: 2012 e 2013
- Superliga da Colômbia: 2012

Once Caldas
- Campeonato Colombiano: Finalización 2010

New York Red Bulls
- Major League Soccer: Conferencia Leste 2008